# 史考特·霍爾
史考特·霍爾（英語：Scott Hall，1958年10月20日—2022年3月14日），本名史考特·奧利佛·霍爾（英語：Scott Oliver Hall），是美國職業摔角選手。史考特·霍爾最出名的時期是以「剃刀雷蒙」的擂台名於世界摔角聯盟以及以本名於世界冠軍摔角。
史考特·霍爾從待在美國摔角協會開始，就是一個極引人注目的選手，因為他曾是四次的WWF洲際冠軍、兩次的WCW美國重量級冠軍、一次的WCW世界電視冠軍和九次的世界雙打冠軍（七次在世界冠軍摔角、一次在永不停止摔角、一次在美國摔角協會）。此外，史考特·霍爾曾是兩次世界冠軍，分別是WWC環球重量級冠軍以及USWA統一世界重量級冠軍。值得注意的是：史考特·霍爾也是新世界秩序的創始成員之一。
2014年4月5日，史考特·霍爾被入選世界摔角娛樂名人堂，2020年，他與凱文·奈許、霍克·霍肯和肖恩·瓦特曼所組成的摔角團體「nWo」(New World Order)入選世界摔角娛樂名人堂。

## 冠軍及成就

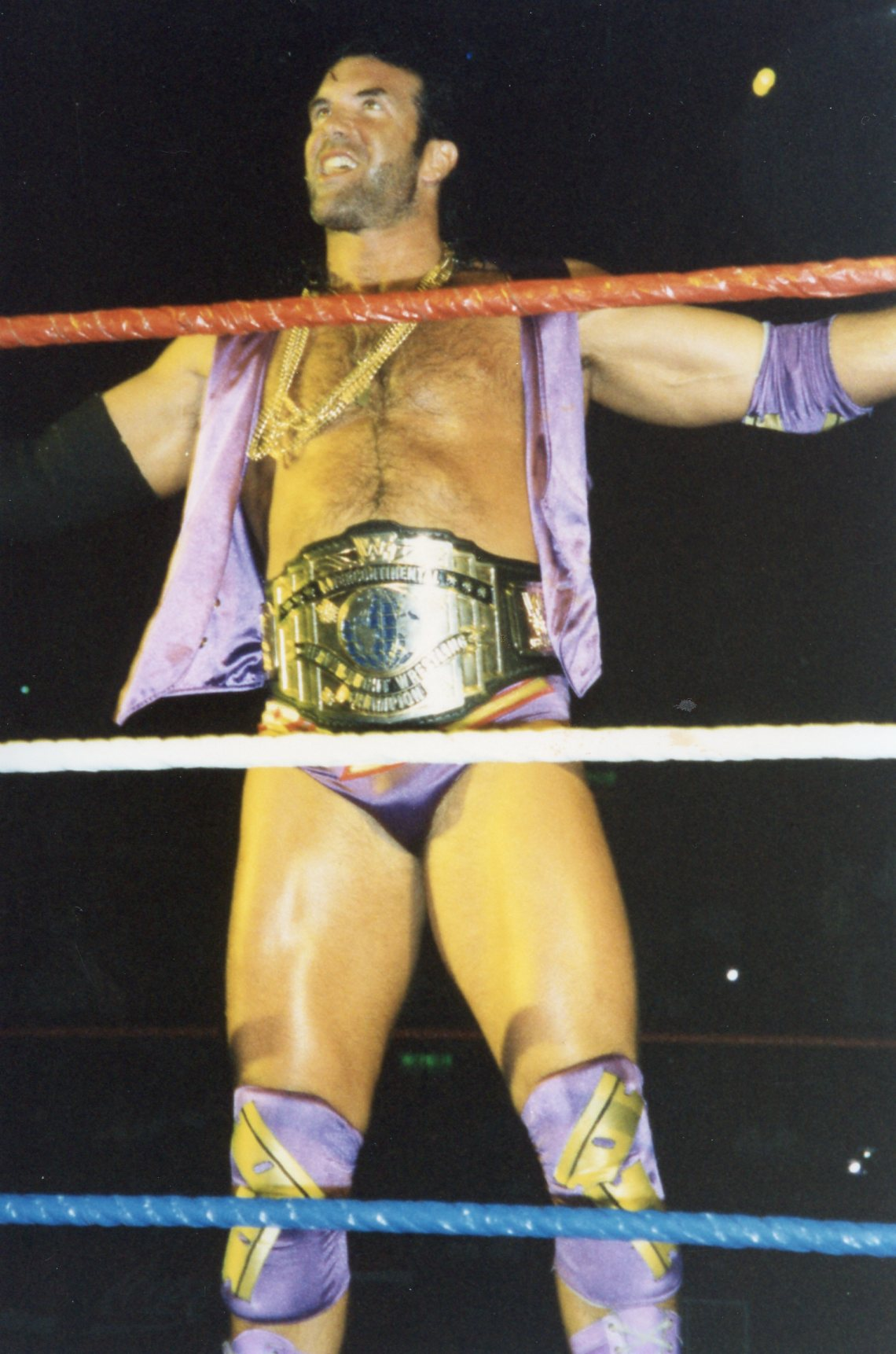
史考特·霍爾與WWF洲際冠軍腰帶。這是史考特·霍爾第二次衛冕。

### 美國摔角協會
- AWA世界雙打冠軍（英语：AWA World Tag Team Championship）（一次）[7]

### 職業摔角畫報
- PWI年度最佳賽事（1994年；在摔角狂熱X（英语：WrestleMania X）對上尚恩·麥可）[8]
- PWI年度最佳進步摔角手（1992年）[9]
- PWI年度最佳摔角團隊（1992年；與凱文·奈許）[10]
- PWI 500-第7名（1994年）[11]
- PWI Years（個人）-第72名（2003年）[12]
- PWI Years（團隊）-第40名（2003年；與凱文·奈許）[13]

### 永不停止摔角
- TNA世界雙打冠軍（英语：TNA World Tag Team Championship）（一次）[14]

### 美國摔角公會
- USWA統一世界重量級冠軍（英语：USWA Unified World Heavyweight Championship）（一次）[15]

### 世界冠軍摔角
- WCW美國重量級冠軍（兩次）[16][17]
- WCW世界雙打冠軍（七次）[18]
- WCW世界電視冠軍（英语：WCW World Television Champion）（一次）[19]

### 世界摔角協會
- WWC加勒比重量級冠軍（英语：WWC Caribbean Heavyweight Championship）（一次）[20]
- WWC環球重量級冠軍（英语：WWC Universal Heavyweight Championship）（一次）[21]

### 世界摔角娛樂
- WWF洲際冠軍（四次）[22][23][24][25]
- 衝擊大賞年度最佳賽事（1996年；在夏日衝擊對上尚恩·麥可）[26]
- 世界摔角娛樂名人堂（2014年）

## 外部連結
- 剃刀雷蒙在WWE官方網站的介紹 （页面存档备份，存于）（英文）
- 史考特·霍爾在互联网电影资料库（IMDb）上的資料（英文）